# Josep Tarragó i Colominas
Josep Tarragó i Colominas (Reus, 1945 - Barcelona, 27 de juny de 2014) fou un veterinari català.
Es llicencià en Veterinària a la Universitat Complutense de Madrid (1968), es diplomà en alta direcció d'empreses per l'IESE (1992) i va obtenir un màster en Ciència per la Universitat de Newcastle upon Tyne (1970).
Després de treballar a la República Dominicana el 1972, va ser professor a la Universitat Complutense de Madrid (1973-1976) i cap del departament de Zootècnia a l'Escola Superior d'Agricultura de Barcelona (1976-1979). Membre fundador de la Institució Catalana d'Estudis Agraris - ICEA (1977). Durant la transició espanyola va col·laborar en la Comissió Mixta de Transferències de Serveis de l'Estat a la Generalitat (1978). Durant la Generalitat Provisional fou director del Departament d'Agricultura, Ramaderia i Pesca de la Generalitat de Catalunya, i després de les primeres eleccions al Parlament de Catalunya fou secretari general d'aquest departament del 1982 al 1985. El 1985 fou nomenat director del nou Institut de Recerca i Tecnologia Agroalimentàries (IRTA). El 2008 va cessar a petició pròpia i entrà a formar part de l'equip directiu del parc tecnològic Tecnoparc Reus SA.
També fou membre de l'Acadèmia Catalana de Ciències Veterinàries i del Consell Assessor de la Fundació Bayer. El 2009 va rebre la Creu de Sant Jordi de la Generalitat de Catalunya.